# Соловей Федір Федорович
Федір Федорович Соловей (1923, село Дудківка, тепер Магдалинівського району Дніпропетровської області — ?) — український радянський партійний діяч, 1-й секретар декількох райкомів КПУ та начальник Софіївського виробничого колгоспно-радгоспного управління Дніпропетровської області, голова партійної комісії при Дніпропетровському обкомі КПУ. Депутат Верховної Ради УРСР 6-го скликання.

## Біографія
Народився у селянській родині.
З січня 1942 року — у Червоній армії, курсант Київського артилерійського училища. Учасник німецько-радянської війни. З серпня 1942 року служив командиром 2-ї батареї 30-го гвардійського мінометного дивізіону 23-го гвардійського мінометного полку 13-го гвардійського стрілецького корпусу Північно-Західного, Донського, Сталінградського, Південного фронтів; начальником штабу 1-го дивізіону 23-го гвардійського мінометного полку 4-го Українського фронту.
Член ВКП(б) з 1943 року.
Після демобілізації перебував на відповідальній радянській та партійній роботі у Магдалинівському та Перещепинському районах Дніпропетровської області.
З середини 1950-х до 1962 року — 1-й секретар Криничанського районного комітету КПУ Дніпропетровської області.
У 1962—1965 роках — начальник Софіївського виробничого колгоспно-радгоспного управління Дніпропетровської області.
З 1965 по серпень 1969 року — 1-й секретар Криворізького районного комітету КПУ Дніпропетровської області.
З 26 вересня 1969 року — голова партійної комісії Дніпропетровського обласного комітету КПУ.
Потім — на пенсії у місті Дніпропетровську.

## Звання
- гвардії лейтенант
- гвардії капітан

## Нагороди
- орден Трудового Червоного Прапора (26.02.1958)
- орден Вітчизняної війни І-го ст. (6.04.1985)
- орден Вітчизняної війни ІІ-го ст. (10.02.1943)
- орден Червоної Зірки (20.05.1944)
- медаль «За оборону Сталінграда»
- медалі